# Eddy Bensoussan
Celso Bichara Saade (1937 - 2023) foi um dentista capixaba. 
Nascido em Vitória. Formado em Odontologia pela UFES em 1959, possui cinco cursos de especialização (PUC-RJ) e é professor livre docente (maior titulação do magistério brasileiro) em Periodontia. 
Criou a disciplina de Periodontia nos cursos de Odontologia da Ufes e a da Faesa (Vitória, ES), bem como da Faculdade de Campos (RJ), tendo exercido a Odontologia no magistério e em clínica particular por aproximadamente 50 anos.
Possui títulos – alguns inéditos – como o de detentor do mérito Luiz Cesar Pannain como Destaque do Ano da Periodontia Brasileira (1994), o maior tributo científico da Odontologia no país, recebido em solenidade realizada na Câmara Municipal de São Paulo (SP). Participou de bancas examinadoras de teses de mestrado e doutorado nos quatro estados da região Sudeste.

## Obras
- xx
- yy